# Lost in Space (Part I)
Lost in Space (Part I) è un EP della band power metal Avantasia, pubblicato nel 2007.

## Tracce
1. Lost in Space – 3:52
2. Lay All Your Love on Me (cover degli Abba) – 4:23
3. Another Angel Down (feat. Jørn Lande) – 5:42
4. The Story Ain't Over (feat. Bob Catley e Amanda Somerville) – 4:59
5. Return To Avantasia – 0:47
6. Ride the Sky (feat. Eric Singer) (cover dei Lucifer's Friend) – 2:55

Durata totale: 22:38

## Formazione
- Tobias Sammet - voce, basso
- Sascha Paeth - chitarra
- Eric Singer - batteria, voce in Ride The Sky

### Ospiti
- Miro - tastiere
- Jørn Lande - voce in Another Angel Down
- Bob Catley - voce in The Story Ain't Over
- Amanda Somerville - voce in The Story Ain't Over

## Contenuti speciali
- Lost In Space (video clip)
- Lost In Space (making of the video clip)
- Poster